# 학산문화사
학산문화사(鶴山文化社)는 1995년에 설립된 대한민국의 출판사이다. 아동, 만화 서적들을 출판하고 있다. 서울특별시 동작구 상도 1동 777-1번지에 위치하고 있다. 1995년 법인으로 설립하면서 창간한 소년만화잡지 《찬스》와 그 레이블인 《찬스 코믹스》로 만화시장에 발을 디뎠다. 대원미디어의 자회사이다. 대한민국의 주요 3대 만화 메이저 문화사 중 하나이다.
1995년 창립 당시에는 본사가 서울 용산구 한강로에 있었으나(당시 주소는 서울특별시 용산구 한강로 용일빌딩 2층) 2000년 11월에 현재의 서울 동작구 상도로 사옥으로 이전하였다. 참고로 2001년 이전에 발행된 학산문화사 단행본의 경우 초판본 한정으로 옛 용산구 시절 주소로 되어있다가 수정본 및 재판본 때 현재의 주소로 수정되었고 2014년 1월 도로명 주소 시행령 이전 때 발행된 단행본들은 초판본 때 지번주소로 표기되었다가 수정본 및 재판본에서 현재의 도로명 주소로 변경되었다.

## 연혁
- 1995년 학산문화사 설립
- 1995년 소년만화지 찬스 창간
- 1997년 순정만화지 파티 창간
- 1999년 청소년만화지 부킹 창간
- 2000년 청소년 순정만화지 쥬티 창간
- 2000년 서울 동작구 상도로 학산빌딩 사옥으로 이전
- 2002년 성인만화잡지 웁스 창간
- 2004년 라이트노벨 브랜드 익스트림노벨 창간
- 2007년 여성향 라이트노벨 메이퀸노벨 창간
- 2007년 만화전문서점 코믹커즐 개장
- 2012년 찬스와 부킹을 통합한 청소년 만화지 찬스플러스 창간
- 2016년 한국 라이트노벨 브랜드 카니발노벨 창간

## 같이 보기
- 메이퀸 노벨
- 익스트림 노벨
- 파우스트 노벨
- 찬스 - 월간 소년 만화지
- 부킹 - 청소년 만화지
- 파티 - 어린이 순정 만화지
- 미스터 초밥왕
- 러브 인 러브
- 전설의 만화책 쇼트송
- 신의 물방울
- 진격의 거인
- 사상최강의 제자 켄이치
- 닥터 K
- 기숙학교의 줄리엣